# Politique dans le canton du Jura
Dans le canton du Jura, le pouvoir législatif est détenu par le Parlement jurassien, entièrement reconduit tous les quatre ans.
Le parlement est constitué de 60 membres, appelés députés, élus au scrutin proportionnel par le corps électoral dans l'une des trois circonscriptions électorales, correspondantes aux trois districts du canton.
Le pouvoir exécutif est détenu par le Gouvernement jurassien, équivalent du Conseil d'État. Il est composé de 5 membres, appelés ministres, élus au suffrage majoritaire par le corps électoral.
Aux chambres fédérales, le canton est représenté par deux délégués à la fois au Conseil national et au Conseil des États.

## Partis politiques

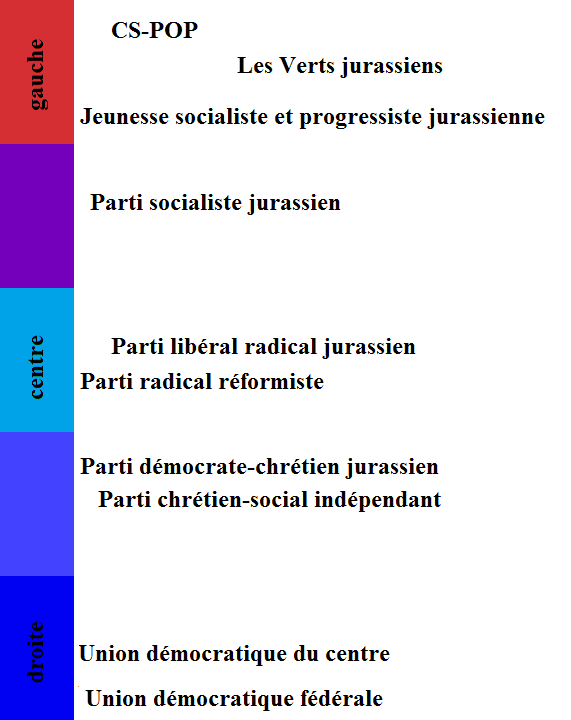
Les partis politiques jurassiens.

Le canton compte douze partis politiques.
1. Parti socialiste jurassien (PSJ)
2. Parti démocrate-chrétien jurassien (PDC)
3. Parti libéral radical jurassien (PLRJ)
4. Parti chrétien-social indépendant (PCSI)
5. Parti ouvrier et populaire jurassien (POP)
6. Combat socialiste (CS)
7. CS-POP
8. Union démocratique du centre (UDC)
9. Les Verts jurassiens
10. Parti Radical Réformiste (PRR)
11. Jeunesse socialiste et progressiste jurassienne (JSPJ)
12. Union démocratique fédérale (UDF)